# Nicolás Forastiero
Nicolás Forastiero (Buenos Aires, 15 de julio de 1998) es un futbolista argentino. Juega de arquero en el Atlante, de la Liga Expansión MX.

## Trayectoria
Mientras peleaba el torneo con el Xeneize en 2016, Fernando Batista, que fue su técnico en el club Parque, lo llamó para que ingrese en las filas de Argentinos Juniors, propuesta que aceptó sin dudarlo, debido a que es hincha del club. 
En 2019 hizo su primer pretemporada con el plantel de primera.

### Deportivo La Guaira
Llegó el 24 de enero de 2023 a Venezuela, dónde disputó 14 partidos en la primera división con el cuadro naranja, dónde dejó 7 arcos en cero

### Atlante
El 15 de julio de 2023, Atlante anuncia su fichaje en sus redes sociales.
En diciembre de 2024, Humberto "Gansito"Hernández sale del Atlante, y el club le brinda a Forastiero la confianza para ser el nuevo portero titular, a partir del Clausura 2025.

## Estadísticas
- Actualizado hasta el 11 de mayo de 2019.

| Argentinos Juniors Argentina | 1.ª                 | 2018-19             | 0 | 0 | 0 | 0 | 0 | 0 | 0 | 0 |
| Argentinos Juniors Argentina | 1.ª                 | 2019-20             | 0 | 0 | 0 | 0 | 0 | 0 | 0 | 0 |
| Argentinos Juniors Argentina | 1.ª                 | 2020                | - | - | 0 | 0 | 0 | 0 | 0 | 0 |
| Argentinos Juniors Argentina | Total club          | Total club          | 0 | 0 | 0 | 0 | 0 | 0 | 0 | 0 |
| Total en su carrera | Total en su carrera | Total en su carrera | 0 | 0 | 0 | 0 | 0 | 0 | 0 | 0 |
| (1) Las copas nacionales se refiere a la Copa Argentina y a la Copa de la Liga Profesional. (2) Las copas internacionales se refiere a la Copa Libertadores y a la Copa Sudamericana. |                     |                     |   |   |   |   |   |   |   |   |